# Constipation
 (avril 2017).
Si vous disposez d'ouvrages ou d'articles de référence ou si vous connaissez des sites web de qualité traitant du thème abordé ici, merci de compléter l'article en donnant les références utiles à sa vérifiabilité et en les liant à la section « Notes et références ».
La constipation (d'après le latin co- : « avec » + stipare : « rendre raide, compact ») est une difficulté à déféquer. Les selles sont alors généralement dures et de petit volume. Plusieurs définitions médicales coexistent, la plus courante est : « moins de trois selles par semaine ou difficultés à exonérer ». La constipation peut notamment être héréditaire.

## Causes

### Constipation primitive (ou constipation fonctionnelle)
Il s'agit d'une anomalie du contenu des selles : lorsqu'elles ne sont pas assez riches en eau ni en fibres en particulier. Ce type de constipation est courante chez les personnes dénutries : anorexie mentale, dépression, démence ainsi que lors de maladies graves et chroniques.
Elle peut être due à une diminution de la motricité digestive liée à une insuffisance d'exercice physique, à une prise excessive de laxatifs ou à un côlon irritable.
La constipation primitive peut avoir des causes diverses telles que :
- prise de médicaments constipants : opioïdes, anticholinergiques, calcium, etc.
- plancher pelvien spastique (ou anisme) : liée à un excès du tonus sphinctérien, dont la décontraction n'est pas obtenue au cours de la défécation ;
- causes psychogènes : on retrouve souvent un stress lié à la défécation, volontiers liée à un apprentissage problématique de la propreté, mais aussi à une maltraitance, ou encore à des abus sexuels dans l'enfance[3] ;
- stress du manque d'hygiène des toilettes, qui bloque la défécation ;
- laxophobie (une crainte psychologique permanente d'avoir une diarrhée à un moment ou dans un endroit dépourvu de toilettes), ce qui retarde ou stoppe la défécation ;
- conditionnement social : beaucoup de gens considèrent souvent le passage aux toilettes comme une perte de temps ; en retardant l'exonération ils en perturbent le réflexe ;
- microbiote intestinal : une diminution du microbiote bifidogène et une augmentation de la flore méthanogène peut augmenter le risque de constipation[4]. La production de méthane semble entraîner un ralentissement du transit intestinal[5].

### Constipation iatrogène
Classiquement, la constipation et les complications digestives graves induites par certains médicaments seraient expliquées par leurs effets anticholinergiques (appelé aussi effet atropinique ou effet parasympatholytique).
Mais il est fort probable que des mécanismes physiologiques plus complexes restent à découvrir concernant l'action des neuroleptiques sur les cent millions de neurones du système nerveux entérique.

#### Médicaments favorisant la constipation
- Neuroleptiques à effet anticholinergique : tous les phénothiazidiques (en particulier : Largactil, Nozinan, Neuleptil, Piportil, Tercian), et la plupart des antipsychotiques atypiques (en particulier Leponex, Loxapac, Zyprexa, Clopixol, Fluenxol) ;
- Anxiolytiques anticonvulsivants ;
- Antidépresseurs (principalement les ATDP imipraminiques) ;
- Antiparkinsoniens ;
- Analgésiques opiacés ;
- Antispasmodiques ;
- Diurétiques ;
- Inhibiteur calcique, ex. : vérapamil ;
- Atropine et scopolamine ;
- Antidiarrhéiques ;
- Bronchodilatateurs anticholinergiques ;
- Antihistaminiques anticholinergiques ;
- Le charbon activé pris pendant un traitement de longue durée ;
- La prise prolongée de certains laxatifs.

### Constipation organique
La constipation organique peut avoir plusieurs causes :
- problèmes métaboliques : diabète, hypothyroïdie, hypercalcémie, hypokaliémie (manque de potassium), etc. ;
- constipation « réflexe » à la douleur : fissure anale, hémorroïdes, abcès local, laxophobie, etc. ;
- causes neurologiques : paraplégie, maladie de Parkinson, maladies de la moelle épinière (myélopathie), etc. ;
- cancer du côlon ou du rectum ;
- sigmoïdite ;
- maladie de Hirschsprung ;
- mégacôlon, dolichocôlon.

## Orientation diagnostique
Il faut d'abord déterminer s'il s'agit d'une véritable constipation ou d'un simple ralentissement du transit intestinal. On peut éventuellement s'aider d'une échelle visuelle, la Bristol Stool Scale.
Le principal problème face à une constipation est de différencier constipation bénigne (fonctionnelle) et constipation liée à une maladie organique grave (en particulier le cancer colique). Si une cause grave est suspectée, certains examens doivent être prescrits : coloscopie, abdomen sans préparation, lavement baryté, recherche de sang dans les selles, hémogramme... Ces examens n'ont aucune utilité s'il n'y a pas de signe d'appel et ne doivent pas être faits systématiquement. Ils sont toutefois requis en cas d'antécédents familiaux et régulièrement entre 50 et 74 ans.
En cas de suspicion d'anomalie du tonus du sphincter anal, on pourra effectuer une manométrie anorectale (examen de la pression du sphincter anal au repos et à la défécation).

## Chez l'enfant
Les nouveau-nés expulsent le méconium au cours de deux premiers jours de la vie. Puis ils ont environ une selle après chaque tétée pour diminuer ensuite et se stabiliser vers 3-4 ans à trois selles par jour jusqu'à trois selles par semaine. En cas d'allaitement maternel les selles sont liquides, grumeleuses ou très molles. En cas d'allaitement artificiel les selles sont plus compactes.
Les complications de la constipation sont exceptionnelles avant deux ans. Les principales complications sont l'apparition de fécalome compliqué lui-même de prolapsus rectal, l'encoprésie, les troubles fonctionnels digestifs (douleurs abdominales, ballonnements), les fissures anales et saignements liés à la défécation. Parfois on retrouve des infections urinaires à répétition, des troubles psychosociaux.
La plupart du temps on ne retrouve aucune cause organique : la constipation est dite fonctionnelle. Elle est liée à une alimentation inadaptée (apport insuffisant en fibres alimentaires et en eau, excès de sucre), un état fébrile ou un stress. Parfois il s'agit d'une rétention volontaire liée à l'éducation de la propreté. De nombreux médicaments peuvent également entraîner une constipation. Parmi les causes rares : saturnisme, botulisme, le mégacôlon congénital (maladie de Hirschsprung).
Le principal traitement est d'ordre non médicamenteux : régime riche en fibres (légumes, fruits, céréales complètes), utilisation d'eaux peu minéralisées, régulation du transit intestinal par du charbon végétal non activé. Occasionnellement un traitement médicamenteux est nécessaire. En première intention, utilisation ponctuelle d'un laxatif par voie rectale comme la glycérine. Si un usage répété est à envisager, pour ne pas occasionner d'irritation anale, un laxatif osmotique ou lubrifiant peut se faire. Les laxatifs de lest sont une alternative, surtout lorsque l'apport en fibres est insuffisant.
Sont contre-indiqués : les laxatifs stimulants avant l'âge de douze ans (du fait des nombreux effets indésirables et interactions médicamenteuses), les lavements en solution hypertonique avant l'âge de trois ans (risques de troubles hydroélectrolytiques graves). La paraffine en usage répété expose aux irritations anales et au suintement, les laxatifs par voie rectale ou les lavements peuvent entraver le réflexe normal de défécation. Certaines tisanes laxatives renferment des dérivés anthracéniques (bourdaine, les gousses ou les feuilles de séné, le rhizome de la rhubarbe, le cascara et l'aloès par exemple) et peuvent conduire aux mêmes risques que les laxatifs stimulants (dont la durée du traitement ne devrait pas dépasser 4 à 8 semaines).

## Complications
Les complications incluent impaction fécale voire fécalome, et rétention urinaire. 
On peut également rencontrer des diarrhées du constipé ou fausses diarrhées ; en cas de constipation, des diarrhées alternatives sont causées par le retour du côlon vers l'intestin grêle, d'un grumeau de selles contenant des bactéries anaérobies ou autres germes pathogènes.

## Traitement
En cas de constipation organique, il faut traiter la maladie causale.
Une hygiène de vie reste indispensable : aller à la selle à heure fixe et ne jamais se retenir, alimentation riche en fibres (légumes verts, céréales, son, fruits), bien s'hydrater (2 litres d'eau par jour, compris dans la prise de boisson et la prise alimentaire), exercice physique et relaxation. Une cure de pruneaux est réputée être efficace contre la constipation. La gestion du stress et la prise d'ingrédient comme la glutamine peuvent améliorer l'état digestif comme la constipation,.
Une rééducation par un kinésithérapeute spécialiste peut être nécessaire. La prescription de laxatifs non irritants (par voie orale ou rectale) peut aider quelques jours mais il faut tenter de s'en passer, les changements dans l'alimentation devant résoudre le problème. En effet, les laxatifs pris au long cours finissent par aggraver la constipation.
En cas de constipation fonctionnelle chez l'adulte et l'enfant de plus de deux ans, le médecin prescrit du charbon végétal non activé comme régulateur de transit intestinal. De plus, il peut prescrire des dérivés naturels d'anthraquinone qui augmentent les mouvements péristaltiques du côlon.
L'anthraquinone est utilisé comme laxatif à partir d'un seuil de 30  à   36 mg par jour. Les dérivés naturels de l'anthraquinone (les glucosides d’anthraquinone) se transforment dans le côlon en sennosides. Ces derniers sont hydrophiles et réduisent l’absorption de l’eau en vue d’avoir un bol fécal fluide. Ils évitent par conséquent la formation de selles grumeleuses à partir du seuil de 30 mg à 36 mg par jour. Au-delà de ce seuil, les selles tendent à devenir très molles ou liquides.
Les sennosides et les glucosides d'anthraquinone contiennent un groupe d'aglycone. Ils sont présents dans les gousses et les feuilles séné, le rhizome de la rhubarbe, la bourdaine, le cascara et notamment l'aloès (voir aussi Glycoside).
Une utilisation prolongée de plus de 8 semaines, ou un abus mène à un mélanisme du côlon, dû à la libération de lipofuscine (présente dans les histiocytes et mastocytes) dans le côlon.
En cas de constipation légère et passagère, lever les genoux suffit parfois : nos ancêtres humains préhistoriques ont été sélectionnés pour déféquer accroupis, et non assis. La position « genoux levés » est celle qui s'en approche le plus. La forme du bas du colon est alors droite, et les excréments sortent ainsi plus facilement.

## Épidémiologie
La constipation atteindrait entre 10 % et 30 % de la population adulte des pays occidentaux et 3 à 5 % de façon chronique. Elle est particulièrement fréquente chez la femme (une cause hormonale est discutée en raison de l'action des prostaglandines sur la motricité des muscles lisses et donc, potentiellement sur celle du tube digestif dans son ensemble) et les personnes âgées (en raison de leur sédentarité, de leur alimentation, de plusieurs maladies liées au vieillissement et d'un certain nombre de médicaments).

## Divers
- L'apopathodiaphulatophobie Écouterⓘ est un terme de psychiatrie signifiant « la peur de la constipation ».[réf. nécessaire]
- Fécalome